# Crespo (Manaus)

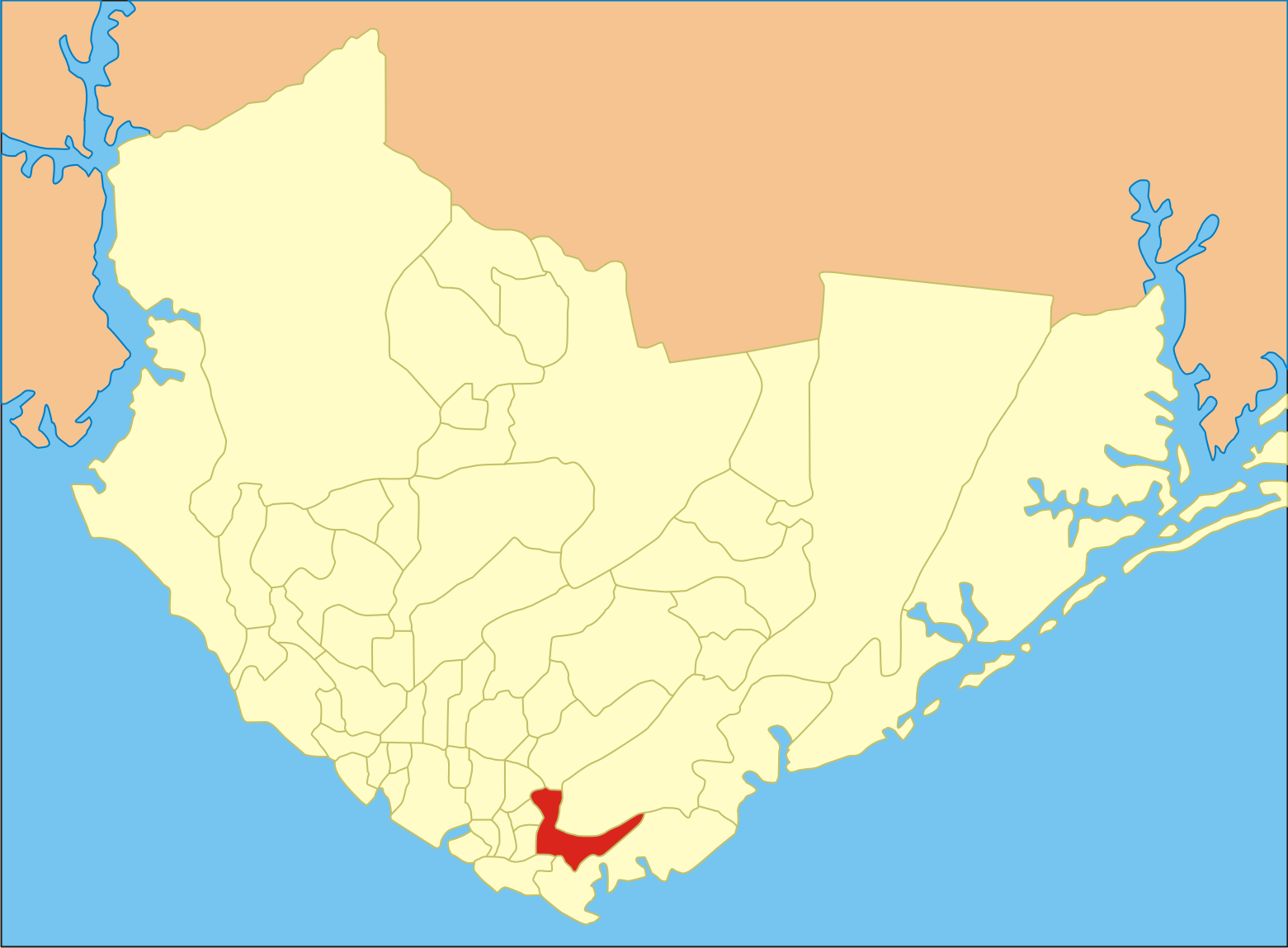
Localização do bairro Crespo em Manaus.

Crespo é um bairro do município brasileiro de Manaus, capital do estado do Amazonas. Localiza-se na Zona Sul da cidade. De acordo com o censo do Instituto Brasileiro de Geografia e Estatística (IBGE), sua população era de 15 451 habitantes em 2010.

## Origens do bairro
O  bairro surgiu em 1888.
Mas o seu povoamento deu-se na década de 60 com a implantação do Distrito Industrial quando as máquinas começaram a cortar as ruas que hoje dão acesso ao Distrito as máquinas começaram pela rua que hoje viera a se tornar a Costa e Silva e para descanso das máquinas os tratoristas deixaram uma imensa "bola" entre as Av. Costa e Silva e estrada do aeroporto Ponta Pelada, esta bola hoje se chama "Bola da Suframa" e mais tarde nomeada de Praça Francisco Alves Ferreira.
As primeiras empresas a se instalarem no bairro foram as Empresas Lisbomassa, que até hoje fabricam o café mais famoso da cidade "o Café Manaus, o café da neguinha" onde seu proprietário o já falecido senhor Lisboa, tornou conhecido aquele bairro.

## Geografia
O bairro está situado as margens do canal fluvial do 40 (Igarapé do 40), sendo um igarapé de 4° ordem hierárquica.  

## O Crespo Hoje
Apesar de ser quase 100% urbanizado e com mais de cem anos, o Crespo tem a ausência de hospitais, sendo a população obrigada a dirigir-se para bairros vizinhos.
Com o crescimento populacional do bairro, na gestão do então governador Gilberto Mestrinho
Foi construido a maior escola estadual da capital A Escola Estadual Gilberto Mestrinho 3 (GM3)
Localizado na rua da Paz, junto com o empreendimento foi construido o restaurante popular mais conhecido como "Sopão" ao lado da escola municipal Joaquim da Silva Pinto, onde mais tarde foi desativado.
Passou a possuir areas de lazer como o campo da Luzitânia o "campão".
No ano de 1995, em uma área pertencente à Suframa (Superintendência da Zona Franca de Manaus), houve uma invasão
Com mais de 50 famílias, por várias vezes a polícia vinha para retirá-los mas os moradores resistiam, até que a arquidiocese de Manaus enviou uma de suas missionárias
A freira mais conhecida como Irmã Helena, que lutou junto a Câmara dos Deputados e órgãos de habitação, até que por determinação da justiça, a prefeitura pode lotear a área e passar para as mãos dos moradores o seu terreno
Logo a área foi nomeada de Villa Arco Íris e depois passou a fazer parte do Bairro do Crespo por se localizar ao norte do bairro.
O bairro apresenta 2 escolas de ensino fundamental: CEMEI Safira Barbosa e a escola militar dos bombeiros Escola Joaquim da Silva Pinto. Além disso, o bairro possui uma Unidade Básica de Saúde Frank Calderon como também a conhecida popularmente como Casinha da Saúde.
Atualmente o bairro tem presente um supermercado, e também conta com um "shopping" presente nas adjacências. Além disso, o bairro passou por uma reestruturação com o programa do governo o "Prosamim" (Programa de Sócio Ambiental dos Igarapés de Manaus), sendo assim criando um viaduto e duas avenidas no sentido Distrito Industrial-Bairro e Bairro-Distrito Industrial.

## Dados do bairro
- População:  5.002

Varias linhas passam pelo Crespo que vão ao centro e ao T-2 e no retorno as linhas que passam pelo Crespo volta pro seus bairros.

## Transportes
Crespo é servido pelas empresas de ônibus Global Green e Grupo Eucatur Urbano.